# 乔恩·伯尼
乔恩·伯尼（英語：Jon Berney，1976年3月26日—），澳大利亚男子赛艇运动员。他曾代表澳大利亚参加法国举行的1997年世界赛艇锦标赛，获得男子轻量级八人单桨有舵手金牌。